# Tocantins (flod)
Tocantins (portugisiska: Rio Tocantins) är en flod i Brasilien. Den har sin källa i delstaten Goiás och rinner genom delstaterna Tocantins och Pará. Floden mynnar i Atlanten via en av armarna i Amazonflodens delta, i den nordöstra delen av landet.
Tocantins-floden är den huvudsakliga dräneringskanalen för Araguaia-Tocantins bäckenet.